# Lanžov
Lanžov település Csehországban, Trutnovi járásban. Lanžov Rohoznice, Boháňka, Doubravice, Bílé Poličany, Velký Vřešťov, Vilantice és Dubenec településekkel határos. Lakosainak száma 216 fő (2024. január 1.).

## Népesség
A település lakosságának változását az alábbi diagram mutatja:
| Lakosok száma | 1037 | 897  | 714  | 424  | 248  | 186  | 187  | 190  | 199  | 216  |
|               | 1869 | 1890 | 1921 | 1950 | 1980 | 2001 | 2017 | 2019 | 2022 | 2024 |